# Katalogue
Katalogue è un doppio album raccolta (1991-2011) dei Kashmir, pubblicato nel 2011. Nell'album sono inseriti due inediti: Electrifield Love ed Evermore.

## Tracce

### Disco 1
1. Electrified Love – 4:34
2. Still Boy – 5:12
3. Mouthful of Wasps – 5:15
4. Bewildered In The City – 6:28
5. Pursuit of Misery – 4:07
6. Break of The Avalanche (Studio Outtake / Non-album track) – 6:45
7. Splittet Til Atomer – 2:54
8. The Cynic – 4:22
9. Kalifornia – 5:23
10. The Curse of Being A Girl – 3:39
11. She's Made of Chalk – 5:05
12. Supergirl (Demonstrations Skizze) – 3:57
13. Rocket Brothers (Album Version) – 5:26
14. The Aftermath (Album Version) – 4:20
15. Cellophane – 4:33

### Disco 2
1. Surfing The Warm Industry (Album Version) – 4:25
2. In The Sand (Album Version) – 3:13
3. Evermore (unrealeased track) – 5:40
4. Graceland (Album Version) – 4:42
5. Make It Grand (Album Version) – 4:34
6. Miss You – 4:30
7. Mom In Love, Daddy In Space (Album Version) – 4:30
8. Lampshade (Album Version) – 6:04
9. Little & The Vaste – 4:16
10. Vote 4 Dick Taid (Album Version) – 4:25
11. Bring Back Superman (Album Version) – 3:59
12. Gloom (Album Version) – 3:59
13. Leather Crane – 5:30
14. Rose (a) – 5:02
15. The Story of Jamie Fame Flame – 3:23
16. Art of Me – 4:58
17. Child of A Distant Cult (Live fra DM I Rock, Montmartre ´93) – 4:31